# Helen Dünner
Helen Dünner (* 8. Juli 1899 in Bern; † 28. März 1985 in Illnau-Effretikon) von Dünnershaus TG, war die erste Rechtsanwältin und erste Notarin im Kanton Aargau.

## Biographie
Helen Dünner war die Tochter des Jean, Waschmaschinenfabrikant in Aarau, und der Stadtberner Burgerin Klara, geb. Schüpbach. Helen wuchs zusammen mit vier Schwestern und einem Bruder in Aarau auf. Sie absolvierte zuerst das Lehrerinnenseminar Aarau und übernahm zahlreiche Stellvertretungen in den Dörfern des Kantons Aargau. Mit ihrer Mittelschulausbildung wurde Helen Dünner an der London School of Economics aufgenommen. Dort studierte sie abends Political Science, währenddessen sie tagsüber in einer Bank arbeitete, um ihren Lebensunterhalt zu verdienen. Sie musste ihr Studium jedoch vorzeitig abbrechen, da sie aufgrund der Erkrankung ihres Vaters nach Hause zurückkehren musste. Später studierte sie Rechtswissenschaft an der Universität Zürich und legte 1930 als erste Frau das Aargauer Fürsprecherexamen ab. Zwei Jahre später promovierte sie an der Universität Bern bei Professor Philipp Thormann zum Doktor der Rechte und erwarb 1933 ebenfalls als erste Frau das aargauische Notariatspatent. Sie bewarb sich daraufhin auf eine Stelle als Obergerichtsschreiberin, wurde jedoch aufgrund ihres Geschlechts nicht angestellt. Dünner machte sich deshalb selbständig und betrieb ein Advokatur- und Notariatsbüro in Aarau. Als erste Frau Rechtsanwältin, Thurgauerin und nicht aus einem  angesehenen Aargauer Geschlecht stammend, stiess sie bei ihren Berufskollegen auf wenig Akzeptanz. In der wirtschaftlich schwierigen Zeit hatte sie zwar genug Arbeit, wurde jedoch häufig von armen Leuten aufgesucht, da sie nur kleine Rechnungen stellte oder gar gratis arbeitete. Sie wird später bedauern, dass sie sich fürs Alter nicht besser materiell abgesichert hatte.
Von 1939 bis 1948 leitete Helen Dünner als Direktorin die Schweizerische Frauenfachschule Zürich (seit 2000 Modeco). Sie erteilte auch Lektionen in Staatskunde.
Neben ihrer beruflichen Tätigkeit präsidierte Dr. iur. Helen Dünner von 1933 bis 1940 die Aargauer Frauenzentrale (AFZ). Diese Frauenvereinigung setzte sich vor allem für die Berufsbildung von Frauen ein. So engagierte sich Dünner für die Öffnung der Schulpflegen für Frauen, was mit dem Schulgesetz von 1940 erreicht wurde. Ihr früher Rücktritt als Präsidentin mag mit ihrem mangelnden Kontakt zur Basis der AFZ zusammenhängen. Bis zu ihrem Wegzug aus Aarau war sie von 1938 bis 1942 ausserdem die erste Präsidentin der Sektion Aarau des Schweizerischen Verbands für Frauenstimmrecht.
Dünners Auffassung, dass man als Anwältin helfen sollte, eine gerechte Lösung zu finden, liess sie im hohen Alter noch einmal ein Mandat annehmen. Im Fall eines 1977 bei einem Verkehrsunfall getöteten Mädchens vertrat sie als Anwältin die Eltern im Gerichtsprozess.